# Nils Robert af Ursin
Nils Robert af Ursin, född 18 april 1854 i Kuopio, död 8 maj 1936 i Tavastehus, var en finländsk akademiker och politiker.
af Ursin var lektor i klassiska språk vid olika lyceer i Viborg och Åbo från 1885 till 1918. Men framför allt är han känd som en banbrytare för arbetarrörelsen i Finland. Bland annat var han stiftande medlem av arbetarföreningen i Viborg och ordförande för arbetarföreningen i Åbo mellan 1891 och 1900. Han valdes 1899 till det nybildade Finska arbetarpartiets ordförande, men avgick redan följande år, sedan han råkat i konflikt med helsingforsarna Eetu Salin, Taavi Tainio, Edvard Valpas-Hänninen. 
af Ursin representerade sin ätt i lantdagen från 1891 till 1906 och satt mellan 1907 och 1908 i enkammarlantdagen för Socialdemokraterna. Fastän han inte deltagit i finska inbördeskriget 1918 följde han sina kamrater till Sovjetryssland, varifrån han flyttade till Sverige 1920. Han återvände till Finland 1922.